# Humberto Saavedra
Humberto Saavedra Araújo (3 agosto 1923 – ...) è stato un calciatore boliviano, di ruolo centrocampista.

## Carriera
Prese parte con la nazionale bolivia ai Mondiali del 1950.